# アロイス・ゼネフェルダー

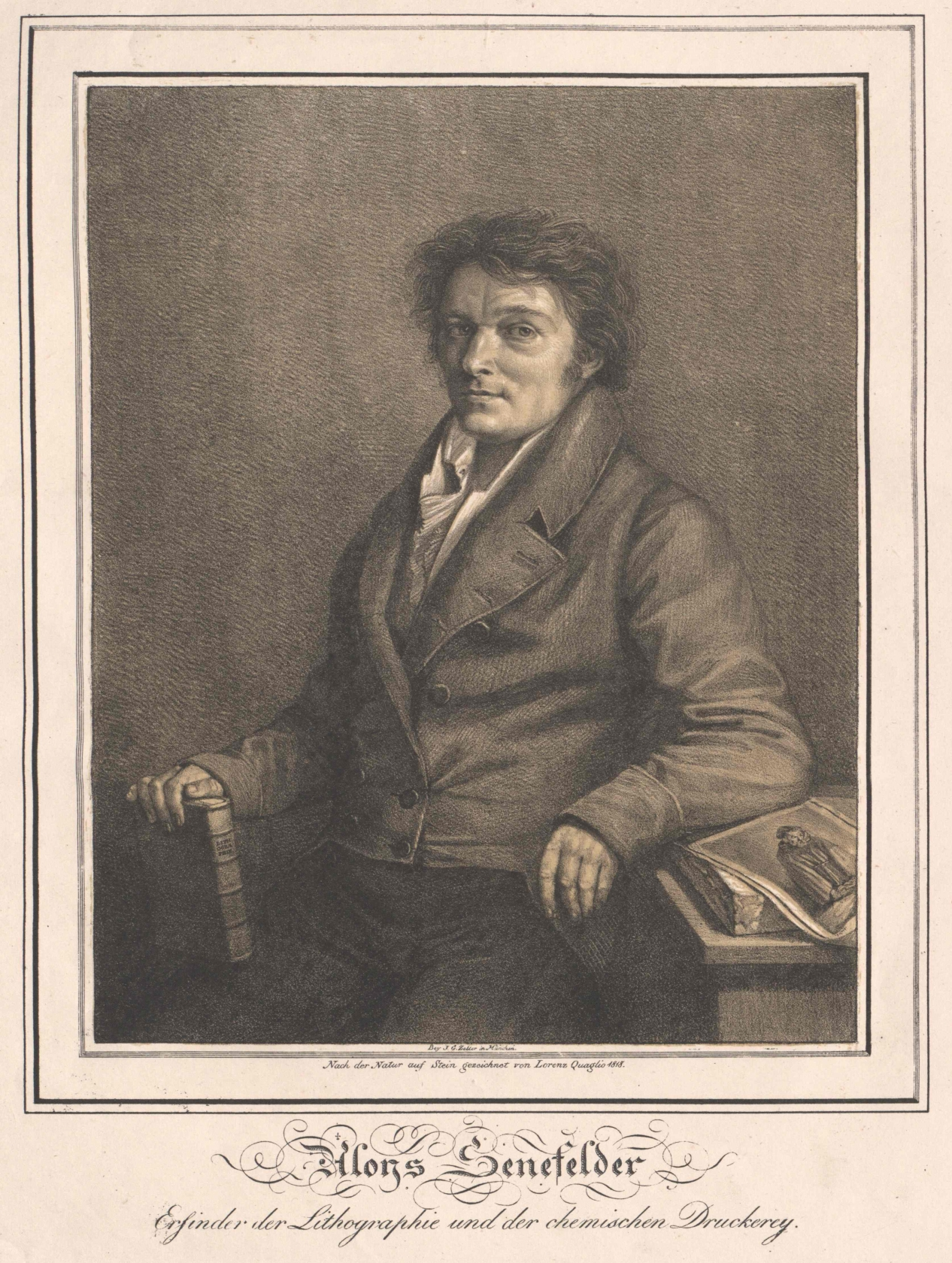
『ポリオートグラフィの見本集』（Specimens of Polyautography）より、ゼネフェルダーの肖像のリトグラフ

ヨハン・アロイス・ゼネフェルダー（Johann Alois Senefelder、1771年11月6日プラハ生まれ - 1834年2月26日ミュンヘンで没）は、ドイツの俳優・劇作家であった人物。1796年に偶然からリトグラフ（石版画）を発明し、印刷技術の進歩に貢献した。

## 生い立ち
ゼネフェルダーは全名をアロイス・ヨハン・ネポムク・フランツ・ゼネフェルダー（Aloys Johann Nepomuk Franz Senefelder）といい、俳優であった父親がオーストリア帝国領（現在のチェコ）のプラハの舞台に出演していた際に生まれた。彼はミュンヘンで育ち教育を受け、インゴルシュタットで法学を学ぶ奨学金を受けた。1791年に父が没すると、彼は母と8人の兄弟姉妹を養うために学業を半ばであきらめ俳優となった。彼の書いた戯曲『娘達の鑑定家』（Connoisseur of Girls）は大いに成功した。

## 自力での印刷とリトグラフの発見
自分の戯曲『マティルデ・フォン・アルテンシュタイン』（Mathilde von Altenstein）の印刷をめぐる問題により彼は多額の借金を背負い、新しく書いた戯曲を出版する余裕がなくなった。彼は自らエッチングで印刷用の原版を作ろうとし、インク製造台としてゾルンホーフェンで産出されるきめの細かい石灰岩（ゾルンホーフェン石灰岩）の板を買った。ある日彼は油性クレヨンで石灰岩の上にメモを書き、後で硝酸で洗い落とそうとしたがクレヨンの跡が残ってしまった。この跡の部分にはよく油が乗ることに気付いた彼は、油性インクで石灰岩上のクレヨン跡に書き、紙を押し付けたところ紙にインクの形を転写することに成功した。

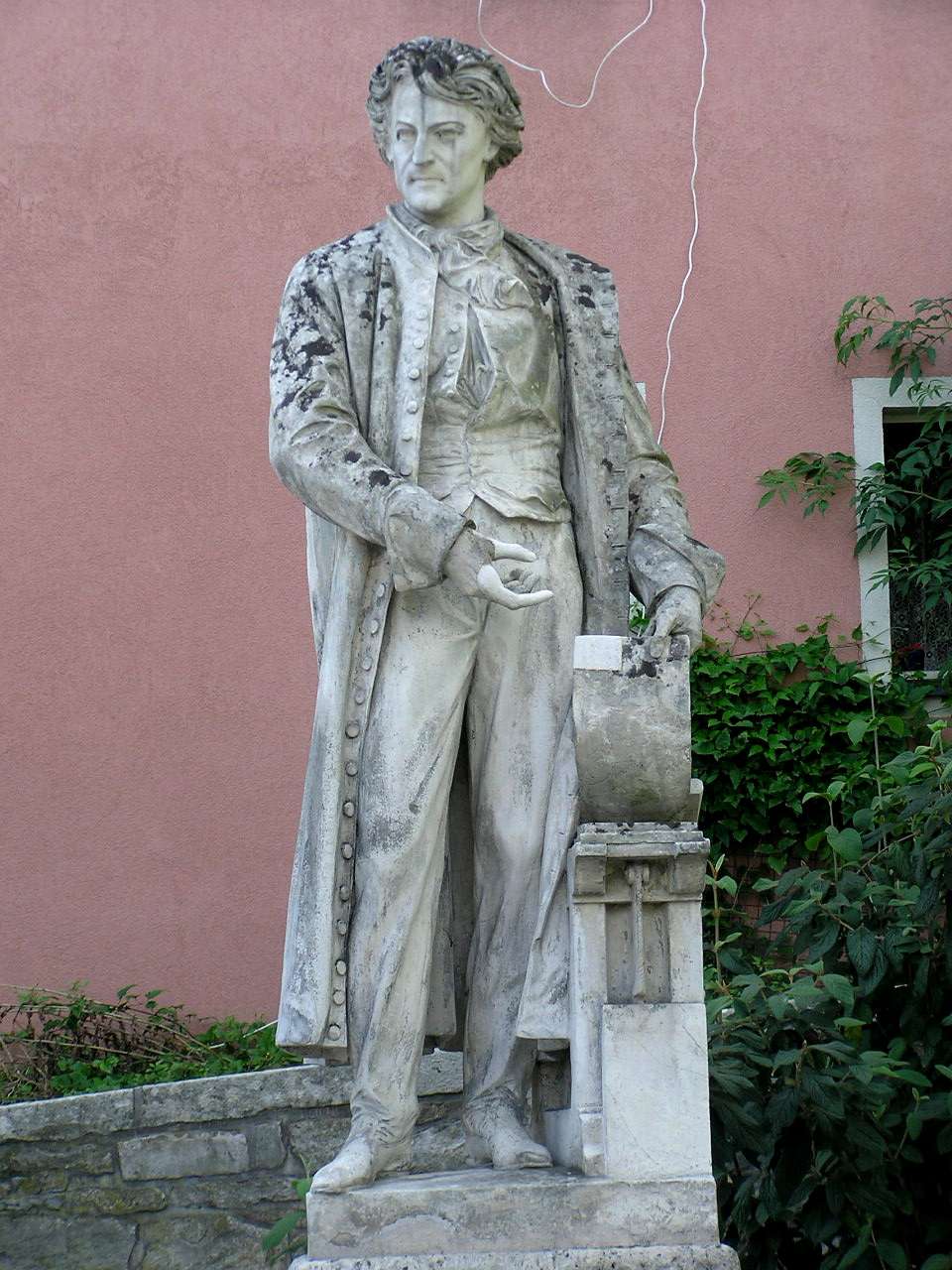
石灰岩の産地、ゾルンホーフェンの町にあるゼネフェルダーの像

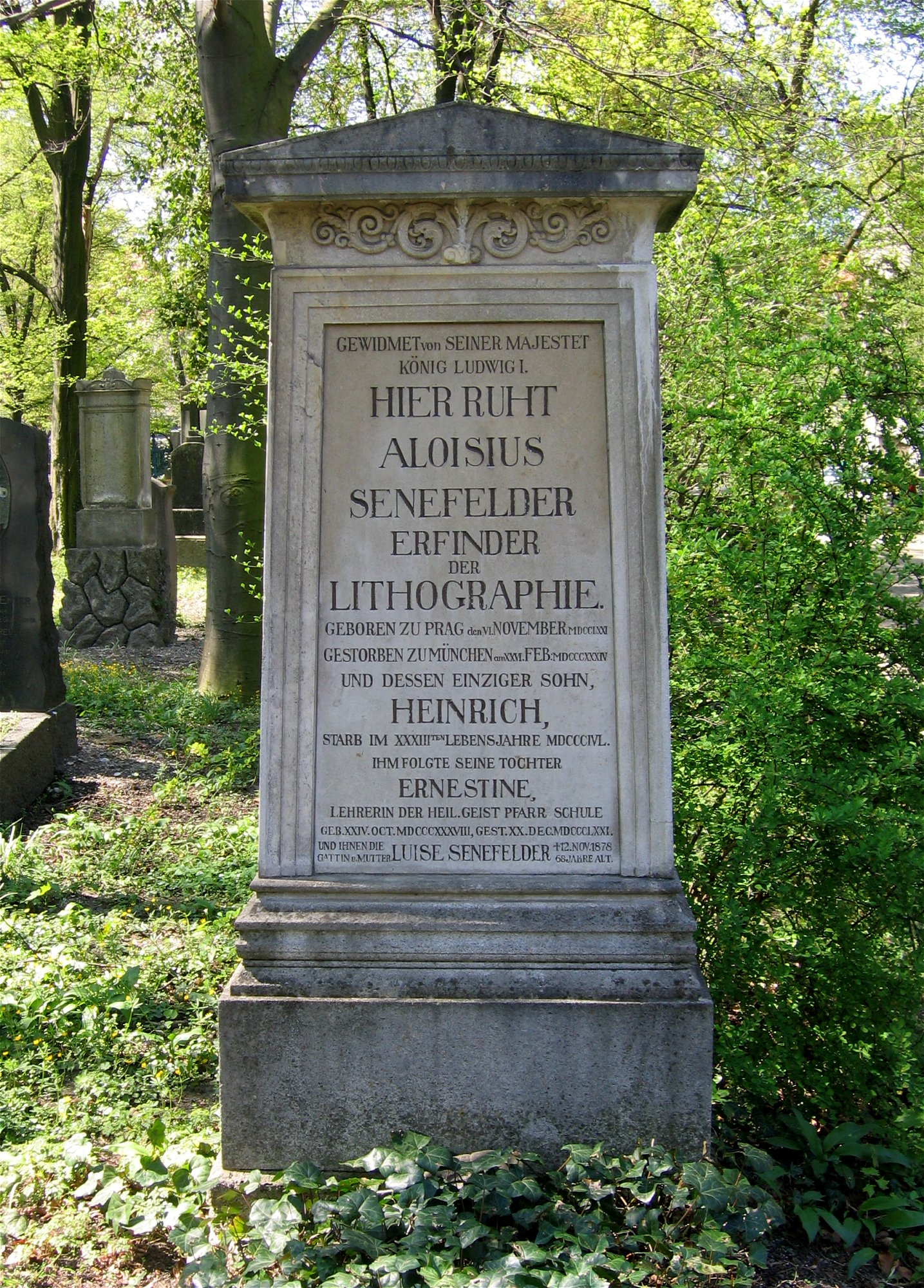
ミュンヘンにあるゼネフェルダーの墓碑

彼はこうして、板を彫ったりして凹凸を作らずに済む、平面のままの印刷用原版を作る方法（平版印刷術）を発見した。彼は実験を進め、石灰石の上に耐酸性の脂肪クレヨンで直接字を書き、上からアラビアゴムと硝酸を混合した弱酸性溶液を塗ることで石灰岩に化学変化を起こさせる方法を編み出した。クレヨンで書いた部分には脂肪と硝酸が反応して脂肪酸ができ、脂肪酸は石灰岩の中のカルシウムと反応して油性インクの乗りやすい脂肪酸カルシウムができる。一方クレヨンで書かなかった部分には水を保つアラビアゴムの皮膜ができる。この石板の上に水をたっぷり乗せ、ローラーで油性インクを押し付けると、クレヨンで書いた部分にはインクが乗り、書かなかった部分は親水性の皮膜によって水が油性インクをはじいて、結果クレヨンで書いた部分だけにインクが残る。この上から紙を押し付ければインクが紙に移り、文書の完成である。
彼は音楽出版社を営んでいたアンドレ家（André）と共同で次第にこの原理を実用化できる技術へと変えていった。彼は石灰岩やクレヨンを化学変化させる方法と、インクを石板から紙に転写するプレス機の仕組みを研究し、これを完全なものとした。2年後の1798年に完成した印刷術を彼は「ストーン・プリンティング」「ケミカル・プリンティング」と呼んだが、フランス語による「リトグラフィー」（lithography）がより広まった。
ゼネフェルダーはヨーロッパ中でこの特許を取得し、その発見のすべてに関する書物を1818年に出版した（Vollstandiges Lehrbuch der Steindruckerei、『石版術全書』）。1819年には英語とフランス語にも翻訳された（A Complete Course of Lithography）。この本は彼が石版印刷術を発見した経緯と石版印刷術を行うにあたっての実践的な解説とを合わせた内容で、20世紀初頭まで広く読まれた。
彼はリトグラフの可能性を芸術の分野にも広げた。エングレービングなど熟練した技術を必要とする従来の版画とは違い、リトグラフは画家本人が慣れ親しんだペンで直接石の上に描くことが可能だった。1803年には早くも、アンドレ社はロンドンで芸術家達の作ったリトグラフを収めた画集『ポリオートグラフィの見本集』（Specimens of Polyautography）を出版している。以後、1810年代にはリトグラフは美術の新しい技法として、また大量印刷する商業出版物のための簡単で早い図版制作技法として急速に普及した。
彼の死後の1837年、リトグラフはさらなる改良により、複数の版を使うことによるフルカラー印刷ができるようになった。このクロモリトグラフィー（chromolithography）は最初の多色印刷術であり、CMYKの四色印刷によるプロセスカラーが導入されるまでは最も重要なカラー印刷技法だった。
ゼネフェルダーはバイエルン王国の国王マクシミリアン・ヨーゼフから勲章を贈られ、リトグラフ用の石材が産出されるゾルンホーフェンの町には彼の銅像が建てられた。アロイス・ゼネフェルダーの印刷における功績は、18世紀の「ステレオタイプ」の発明者ウィリアム・ジェド（William Ged）、蒸気で動く高速印刷機を発明したフリードリヒ・ケーニッヒ（Friedrich Koenig）、自動的に活字を鋳造するライノタイプを発明したオットマール・マーゲンターラー（Ottmar Mergenthaler）らの功績に匹敵する。リトグラフは印刷物を人々の手に入りやすいものにし、美術と新聞の分野に重要な影響を与えた。